# Districte de Castlereagh
El districte de Castlereagh (/ˈkɑːsəlreɪ/) és un districte amb estatut de borough o burg a Irlanda del Nord. Principalment és un districte urbà al sud del districte de Belfast, governat pel Consell del Burg de Castlereagh (Ulster-Scots: Stye Braes o Ulidia Burgh Cooncil). Curiosament, no està centrat en cap burg central i consisteix en els suburbis de Belfast als turons de Castlereagh (al sud-est de la ciutat) amb una petita àrea rural al sud del borough. Els principals centres de població són Carryduff, 9,6 kilòmetres al sud del centre de la ciutat de Belfast i Dundonald, 8 kilòmetres a l'est. Segons el cens de 2011, la població del districte és de 67.242 habitants.
El districte va rebre el nom de Castlereagh per la baronia de Castlereagh, que rebia el seu nom pel townland de Castlereagh. El nom és una anglització del gaèlic an Caisleán Riabhach que vol dir "el castell gris".

## Creació
El districte és un dels 26 crets l'1 d'octubre de 1973 i fou format per la unió de les següents àrees del comtat de Down: la major part del districte rural de Castlereagh, les àrees del districte rural de Hillsborough a Carryduff i Newtownbreda i l'àrea del districte rural de North Down a Moneyreagh.

## Consell de districte
El districte es divideix en quatre àrees electorals: Castlereagh Central, South, East i West. A les eleccions locals de 2011 foren escollits 23 consellers. En febrer de 2012 la composició política del consell era: 11 Partit Unionista Democràtic (DUP), 6 Alliance Party, 3 Partit Unionista de l'Ulster (UUP), 2 Social Democratic and Labour Party (SDLP) i 1 Green Party. Les últimes eleccions van tenir lloc en maig de 2009, però el 25 d'abril de 2008, Shaun Woodward, Secretari d'Estat per a Irlanda del Nord anuncià que les eleccions locals previstes per a 2009 eren posposades per la introducció dels 11 nous consells en 2011. Aquestes reformes foren abandonades en 2010, i les eleccions locals previstes van tenir lloc en 2011

### Alcalde de Castlereagh
En 1977 el Consell de districte de Castlereagh va rebre carta d'incorporació que constituïa el districte en borough, i creava el càrrec d'alcalde (mayor en anglès).
L'alcalde per a l'exercisi 2011-2012 és el conseller Jim White (DUP) i el tinent d'alcalde Cecil Hall (UUP).

## Altres referències
Bow, John. 2011. Castlereagh, Enlightment War and Tyranny. Quercus. ISBN 978-0-85738-186-6